# Meneer Janus
Meneer Janus is een hoorspel van Padraic Fallon. Mister Janus werd op 12 februari 1964 door de Westdeutscher Rundfunk uitgezonden. Jan Hardenberg vertaalde het en de AVRO zond het uit op donderdag 22 februari 1968. De regisseur was Rob Geraerds. Het hoorspel duurde 61 minuten.

## Rolbezetting
- Bert van der Linden (George Keane & Johnny Coan)
- Wiesje Bouwmeester (de moeder van Coan)
- Huib Orizand (de bakker)
- Willy Ruys (de advocaat White)
- Dogi Rugani (mevrouw White)
- Wam Heskes (de dokter)
- Johan te Slaa (de kruier)
- Jos van Turenhout (de pastoor)
- Paul van der Lek (de commentator)
- Tonny Foletta, Hans Veerman, Gerrie Mantel, Harry Bronk & Han König (verdere medewerkenden)

## Inhoud
Twee mannen zijn door hun antagonisme op elkaar aangewezen: Coan, die voortdurend slaperig is en te laat naar zijn werk komt als pakhuismeester en zijn chef en gelovige George Keane, uiterst correct, voorbeeldig en precies. Keane zou met alle problemen dadelijk naar zijn advocaat willen lopen, maar die wijst hem terug. Hij noemt hem een zielige puritein en verwijt hem te genieten van zijn zogenaamde moraal en Coans slordigheid. Coan houdt ervan op het perron de bel te luiden en "achteruitgaan!" te commanderen. Zijn moeder schaamt zich dood voor haar zoon en Coan geeft Keane echt redenen om boos te zijn. Hij ontslaat hem uiteindelijk. Coan verzwakt meer en meer van de honger; Keane daarentegen wordt in zijn haat-liefde steeds gekker. De advocaat ziet in wat er aan het gebeuren is en zoekt in het station samen met de dokter naar Coan. Te laat: Coan valt uitgeput voor de binnenrijdende trein. Keane is hen heimelijk achterna geslopen, grijpt de bel, luidt ze en neemt de plaats van Coan in als afroeper. ‘s Zondags houdt de pastoor aan de gelovigen voor dat iedereen mee schuldig is aan het verlies van Coan, maar Keane imiteert Coans geroep en gelui op het perron en verklaart dat er geen sprake kan zijn van verlies…